# 捷克斯洛伐克1968
《捷克斯洛伐克1968》（英語：Czechoslovakia 1968），或稱為《捷克斯洛伐克1918-1968》（Czechoslovakia 1918-1968），是1969年一部關於「布拉格之春」，即蘇聯入侵捷克斯洛伐克的紀錄短片。這部紀錄短片是由美国新闻署在丹尼斯·桑德斯和羅伯特·M·弗雷斯科的的指導下製作，並由諾曼·戈林（Norman Gollin）擔任圖像設計。
《捷克斯洛伐克1968》在隔年贏得了奥斯卡最佳纪录短片奖，並於1997年因在「文化上、歷史上或美學上具重要意義」而被美國國會圖書館選入國家影片登記表保存。

## 爭議
1972年，參議員詹姆斯·L·巴克利獲得了《捷克斯洛伐克1968》的副本來在紐約電視台上播放。美国参议院外交委员会主席J·威廉·傅爾布萊特基於對《史密斯－蒙特法案》的解釋而反對該播送，該法案禁止美國新聞署製作的素材在國內傳播。傅爾布萊特向司法部長投訴，但司法部基於對美國現行法律的解釋拒絕干預播送。同年國會根據此事件修改了《史密斯－蒙特法案》，明確禁止美國新聞署製作的素材在國內傳播。美國新聞署於1999年解散。

## 外部連結
- 《Czechoslovakia 1968》 （页面存档备份，存于） — 羅伯特·M·弗雷斯科在國家影片登記表官網中發布的文章。
- 《Czechoslovakia 1968》 （页面存档备份，存于） — 丹尼爾·伊根（Daniel Eagan）的文章，取自《America's Film Legacy: The Authoritative Guide to the Landmark Movies in the National Film Registry》，A&C Black，2010 ISBN 0826429777，第656-657頁。
- 国家档案和记录管理局上《捷克斯洛伐克1968 （页面存档备份，存于）》的資料
- 互联网电影数据库（IMDb）上《捷克斯洛伐克1968》的资料（英文）
- 在YouTube上觀看整部影片 （页面存档备份，存于）
- MUBI上《捷克斯洛伐克1918-1968 （页面存档备份，存于）》的資料